# Квартира Иоганна Штрауса
Квартира Иоганна Штрауса (нем. Johann Strauß Wohnung) — музей в австрийской Вене, посвящённый жизни и творчеству знаменитого композитора, дирижёра и скрипача Иоганна Штрауса-сына. Является составной частью группы Музеев Вены (Wien Museum). Бывшая квартира Штрауса на Пратерштрассе, 54 в венском районе Леопольдштадте была его резиденцией с 1863 по 1870 год. Здесь он, среди прочего, сочинил вальс «На прекрасном голубом Дунае», который часто называют «неофициальным австрийским гимном». В связи с этим музей известен также как «дом Дунайского вальса». В персональном музее музыканта представлены картины и портреты, фотографии, партитуры, памятные вещи, связанные с ним, в частности, пюпитр, за которым он любил сочинять. Одним из наиболее известных экспонатов является скрипка Амати, которая находилась в его владении.

### Комментарии
1. ↑  В его состав входят ряд филиалов посвящённых и другим композиторам жизнь которых связана с Веной:  Дом Моцарта (Mozartwohnung), Дом Бетховена в районе Гейлигенштадт (Beethoven Wohnung Heiligenstadt), Дом «Эроика» (Beethoven Eroicahaus), Дом Пасквалати (Beethoven Pasqualatihaus), Родной дом Шуберта (Schubert Geburtshaus), Дом смерти Шуберта (Schubert-Sterbewohnung), Дом Гайдна (Haydnhaus).